# Streptocephalus simplex
Streptocephalus simplex är en kräftdjursart som beskrevs av Gurney 1906. Streptocephalus simplex ingår i släktet Streptocephalus och familjen Streptocephalidae. Inga underarter finns listade i Catalogue of Life.